# Bogoboj Atanacković
Bogoboj Atanacković (in serbo Богобој Атанацковић?; Baja, 1826 – Novi Sad, 1858) è stato uno scrittore serbo.

## Biografia

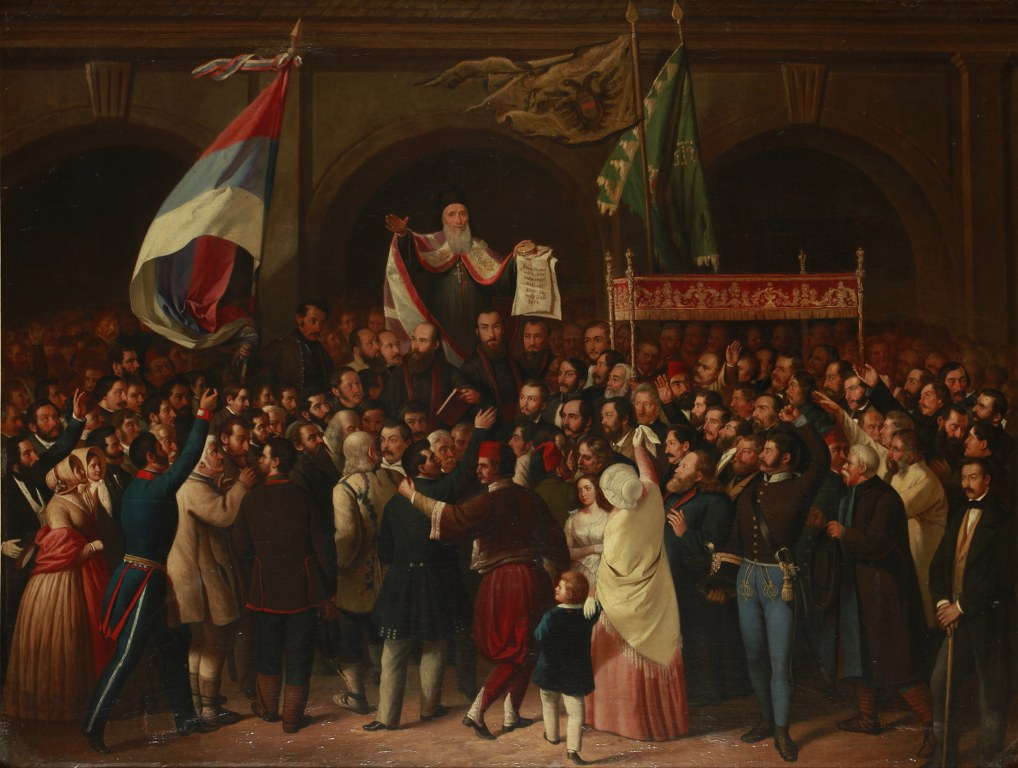
Assemblea serba nel maggio 1848 in Karlovci; Atanacković è stato dipinto accanto a un baldacchino

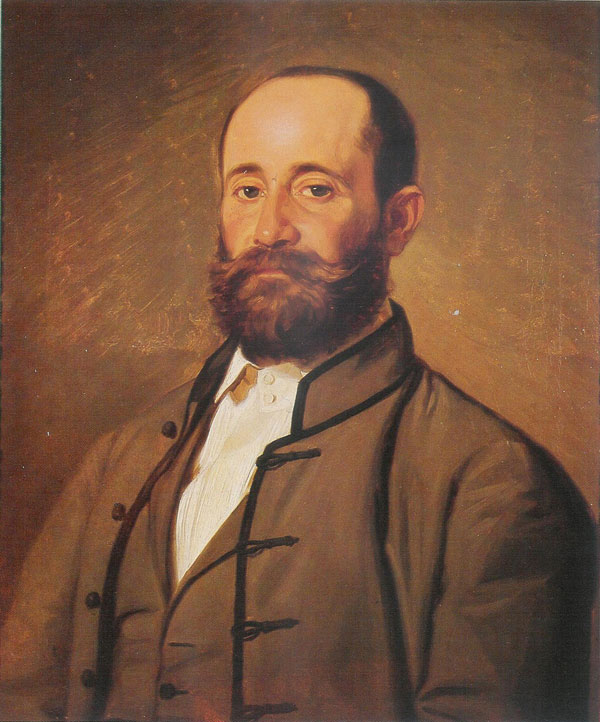
Jakov Ignjatovic, anche lui esule a Parigi assieme ad Atanacković

Bogoboj Atanacković nacque a Baja nel 1826 in una ricca famiglia serba.
I suoi studi elementari li effettuò a Baja, dopo di che si diplomò al liceo di Pest, infine frequentò giurisprudenza a Pest, a Bratislava e poi a Vienna.
Dopo aver viaggiato all'estero, cercò di svolgere la professione di avvocato a Novi Sad, ma poi tornò alla città natia, dove morì precocemente di tubercolosi.
Atanacković occupa nella letteratura serba un ruolo importante, perché fu il pioniere e il fondatore della narrativa romantica e sentimentale e della letteratura serba moderna, anche se risultò ispirato e influenzato dalla letteratura straniera.
Scrisse racconti, come Piccolo dono alle donne serbe (Darak srpkinji, 1845-1846); canzoni; novelle, tra le quali Regalo a una Serba, 1845-46; romanzi, tra cui Due idoli (Dva idola, 1851-1852),dove coniugò il tema sentimentale con quello patriottico.
Partecipò attivamente ai movimenti giovanili organizzati prima della guerra d'indipendenza ungherese e ai movimenti di rinascita nazionale. Proclamò la riconciliazione con gli ungheresi e sostenne la guerra d'indipendenza ungherese contro l'Austria.
Prese parte alla rivoluzione del 1848 e per questo motivo fu costretto ad emigrare a Parigi, dove soggiornò per circa un biennio, assieme allo scrittore e giornalista Jakov Ignjatović.

## Opere
- Piccolo dono alle donne serbe (Darak srpkinji, 1845-1846);
- Regalo a una Serba, 1845-46;
- Due idoli (Dva idola, 1851-1852).